# Bongdžongsa
Bongdžongsa (korejsko 봉정사) je korejski budistični tempelj na pobočjih gore Čondung v mestu Andong v provinci Severni Gjeongsang v Južni Koreji. Je pomožni tempelj Gunse, glavnega templja 16. veje reda Džogje.
Bongdžongsa je s 1650 m2 največji tempelj v Andongu in je lokacija najstarejše lesene stavbe Gungnakdžon v Koreji. V glavnem templju je 10 stavb, v dveh pomožnih templjih Bongdžongsa, ki sta vzhodno in zahodno od glavnega tempeljskega kompleksa, pa je skupno 9 drugih stavb.
Ta tempelj predstavlja najstarejši primer lesene arhitekture v Koreji. Med svojim potovanjem v Korejo leta 1999 je bila britanska kraljica Elizabeta II. Britanska še posebej navdušena nad obsegom in lepoto templja Bongdžonsa.

## Izvor
Domneva se, da je tempelj Bongdžongsa prvi ustanovil menih Uisang leta 672 v 12. letu vladavine kralja Munmuja iz kraljestva Sila (661–681). Vendar pa napis, najden med obnovo Guknakdžona, navaja, da je tempelj ustanovil Neungin Deduk, učenec meniha Uisanga.
Leta 1363 je bila izvedena zadnja večja rekonstrukcija, leta 1625 in 1972 pa so bile izvedene prenove.

## Zakladi
Nacionalni zaklad št. 15
Gungnakdžon (dvorana Nirvane), ki izvira iz začetka 13. stoletja, velja za najstarejšo leseno stavbo v Južni Koreji. Prvotno imenovan Dedžangdžon, je bil prej glavna dvorana templja Bongdžongsa.
Dvorana je bila zgrajena s skrilastimi okni na obeh straneh, z vrati v sprednjem srednjem predelu in ima dvokapno streho, ki jo podpirajo nosilci stebrov. V notranjosti dvorane je postavljen budistični kip, okrašen z okrasnim baldahinom, budistični oltar pa je izrezljan z vzorcem zvitka. Čeprav je bila zgrajena v času dinastije Gorjo, dvorana kaže vpliv arhitekturnega sloga zgodnjega obdobja združene Sila.
Narodni zaklad št. 311
Deungdžon je glavna tempeljska dvorana z osupljivimi originalnimi freskami, ki predstavljajo gradbene sloge zgodnjega obdobja dinastije Čoson. Deungdžon je znan po slogu stebrov, najverjetneje prinesenih iz dinastije Song, in vključuje obliko stebričnega vrha in ukrivljenega nosilca.
Zaklad št. 448
Hveom Gangdang, študijska dvorana, zgrajena leta 1588 sredi dinastije Čoson.
Zaklad št. 449
Gogumdang, majhna bogoslužna dvorana, zgrajena leta 1616.
Kulturna dediščina Gjongsangbuk-do #325
Manseru je stavba, zgrajena v času vladavine kralja Sukdžonga Čosona, ki služi kot vhod v glavno dvorano templja. 1. novembra 2001 je bila razglašena za oprijemljivo nacionalno bogastvo Gjongsangbuk-do št. 325.
Kulturna dediščina Gjongsangbuk-do #182
Tristopenjska kamnita pagoda je bila 29. decembra 1984 razglašena za oprijemljivo kulturno dediščino Kjongsangbuk-do št. 182. Visoka je 318 cm in domneva se, da je bila zgrajena sredi dinastije Gorjo.

## Galerija
- Bongdžongsa Deungdžon - Nacionalni zaklad št. 311
- Bongdžongsa Maseru
- Boben in lesene ribe v paviljonu Bongdžongsa Manseru
- Paviljon zvona Bongdžongsa